# Clairavaux
Clairavaux ist eine Gemeinde im Zentralmassiv in Frankreich. Sie gehört zur Region Nouvelle-Aquitaine, zum Département Creuse, zum Arrondissement Aubusson und zum Kanton Auzances.

## Geografie
Clairavaux wird von der Creuse durchflossen. Die Gemeinde grenzt im Norden an Croze, im Nordosten an Poussanges, im Osten an Magnat-l’Étrange, im Südosten an La Courtine, im Süden an Le Mas-d’Artige, im Südwesten an Féniers und im Westen an Gioux. Das Siedlungsgebiet besteht neben der Hauptsiedlung auch aus den Weilern Abbas, Boucheresse, Les Trois Ponts und Chez Fifi.

## Geschichte
Im Zweiten Weltkrieg unter dem Vichy-Regime befand sich im Gemeindeteil Boucheresse ein Arbeitslager der Chantiers de la jeunesse française. Das während des Zweiten Weltkrieges von der deutschen Wehrmacht besetzte Clairavaux wurde am 14. Juli 1944 befreit. Der 14. Juli wird daher jedes Jahr gefeiert.

### Bevölkerungsentwicklung

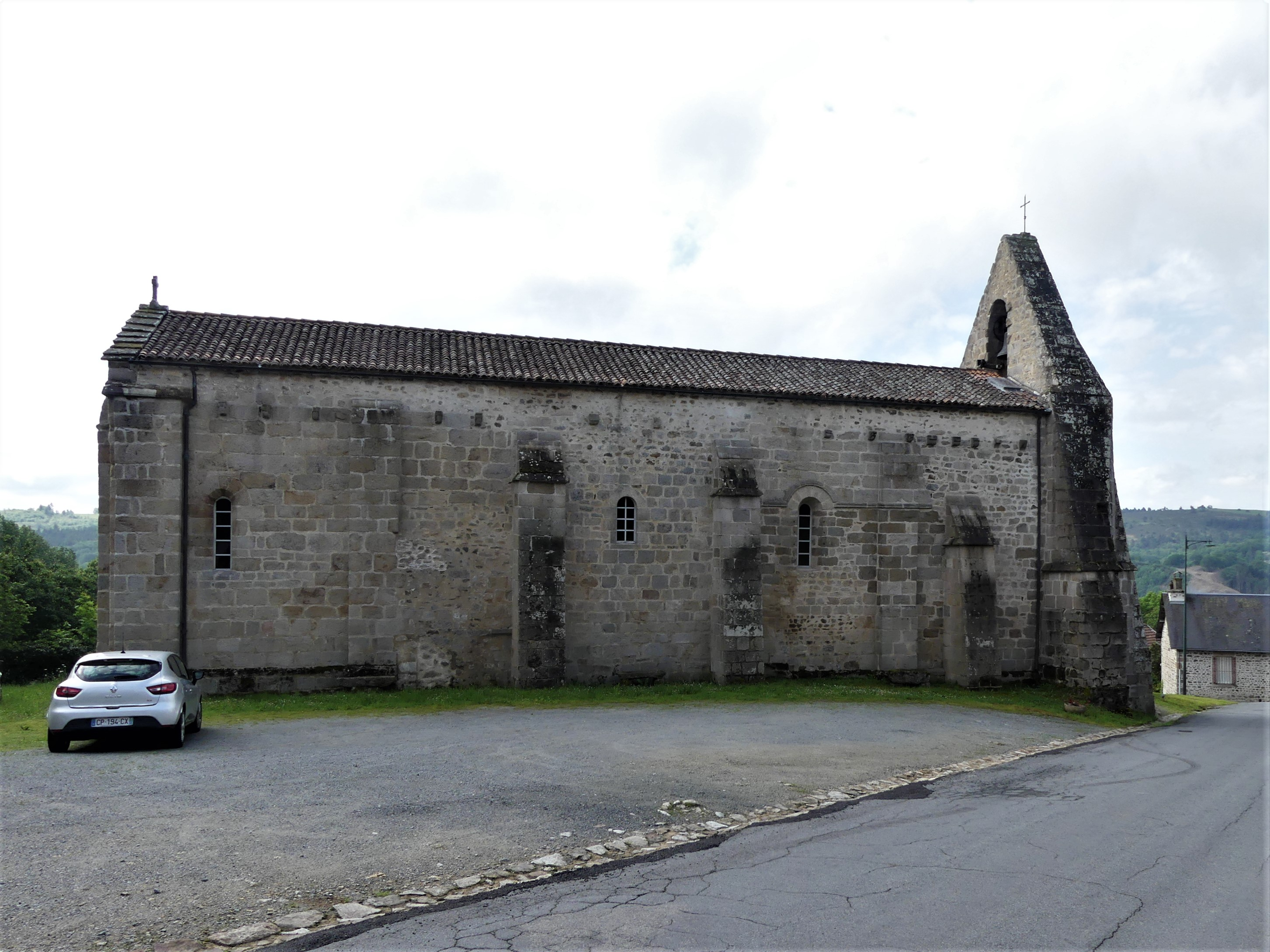
Kirche St. Rochus und Mariä Himmelfahrt

| Jahr      | 1962 | 1968 | 1975 | 1982 | 1990 | 1999 | 2008 | 2018 |
| --------- | ---- | ---- | ---- | ---- | ---- | ---- | ---- | ---- |
| Einwohner | 298  | 247  | 204  | 148  | 171  | 152  | 155  | 155  |